# Мацутакэ
Мацутакэ (яп. 松茸, лат. Tricholoma matsutake) — гриб рода Рядовка (Tricholoma) семейства Рядовковые. 
Научные синонимы:
- Armillaria matsutake S.Ito & S.Imai, 1925 basionym
- Tricholoma nauseosum (A.Blytt) Kytöv., 1989
- Armillaria nauseosa A.Blytt, 1905 basionym

## Описание
Шляпка — коричневая, с растрескивающимся краем у зрелых грибов; мякоть — белая, с характерным пряным ароматом, напоминающим корицу. Ножка — тёмно-коричневая, длинная. Извлекается с трудом, в отличие от других грибов сходного типа.

## Ареал
Мацутакэ (с японского «сосновый гриб») произрастает в Азии (Китай, Корея, Япония, Дальний Восток России), Северной Европе (Финляндия), Швеция) и Северной Америке.
Особо ценится в японской, китайской и корейской кухнях за специфический сосновый аромат и изысканный вкус.
Растёт у подножья деревьев, спрятавшись под опавшей листвой. Живёт в симбиозе с корнями определённых деревьев.
В Японии это зачастую сосна густоцветная (Pinus densiflora), в Северной Америке — пихта и сосна. Предпочитает сухую неплодородную почву. Образует кольцевую колонию. Почва под грибницей становится белой. При увеличении количества опавших листьев и веток среда становится непригодной для произрастания гриба.
В 1999 году шведские учёные Бергиус и Данелл с помощью анализа ДНК обнаружили, что шведский Tricholoma nauseosum и японский Tricholoma matsutake — это один вид. Это открытие привело к увеличению экспорта этих грибов из Скандинавии в Японию (благодаря схожему аромату и вкусу).

## Охранный статус
Занесён в Красную книгу России. По состоянию на 2024 год мацутакэ — единственный вид грибов, за незаконный сбор которого в России предусмотрена уголовная ответственность.